# Marcilly-en-Beauce
Marcilly-en-Beauce – miejscowość i gmina we Francji, w Regionie Centralnym, w departamencie Loir-et-Cher.
Według danych na rok 1990 gminę zamieszkiwało 215 osób, a gęstość zaludnienia wynosiła 34 osoby/km² (wśród 1842 gmin Centre, Marcilly-en-Beauce plasuje się na 924. miejscu pod względem liczby ludności, natomiast pod względem powierzchni na miejscu 1313.).